# Aamir Atlas Khan
Aamir Atlas Khan, né le 30 juillet 1990 à Peshawar, est un joueur professionnel de squash représentant le Pakistan. Il atteint en septembre 2009 la 14e place mondiale sur le circuit international, son meilleur classement. C'est le neveu de l'ancien champion du monde Jansher Khan et le frère du joueur professionnel Danish Atlas Khan. Il est champion d'Asie en 2013, premier joueur pakistanais à remporter le titre depuis 14 ans.

## Palmarès

### Titres
- Championnats d'Asie : 2013

### Finales
- Open de Malaisie : 2011
- Championnats d'Asie : 2012